# Tano nord
Le district de Tano nord est l’un des 22 districts de la Région de Brong Ahafo du Ghana.
Il a été créé par décret présidentiel le 12 novembre 2003 par la division du district de Tano en nord et sud.